# Tells or Terrier
Tells or Terrier ist ein Jazzalbum von Joe Morris, Jeb Bishop und Nathan McBride. Die am 2. April 2022 in den Riti Studios, Guilford, Connecticut, entstandenen Aufnahmen wurden am 4. August 2023 in Jeb Bishops Eigenverlag auf der Plattform Bandcamp veröffentlicht.

## Hintergrund
Tells or Terrier ist die musikalische Begegnung des Posaunisten Jeb Bishop mit dem Bassisten Nathan McBride und mit Joe Morris, der hier – statt seine Hauptinstrumente Bass und Gitarre zu spielen – zum Schlagzeug wechselte. McBride und Morris sind seit den frühen 1990er-Jahren musikalische Partner; McBride spielte ab Mitte der 2000er-Jahre in Chicago auch in verschiedenen Konstellationen mit Jeb Bishop. „Diese Aufnahme fand bei mir zu Hause im Wald in Connecticut statt“, schreibt Joe Morris in den Liner Notes des Albums. „Mein Hund Scout, ein Border Terrier, begleitete uns auf einem Spaziergang auf den riesigen Felsvorsprung hinter dem Studio.“ Der Hund zog viel Aufmerksamkeit auf sich; daher kommt Terrier im Titel des Albums vor. „Auf dem Spaziergang, im Studio und später beim gemeinsamen Pizzaessen am Strand unterhielten wir uns, wie das alte Freunde tun. Wir tauschten Ideen und Geschichten aus, nachdem wir die schwierigen Momente durchgestanden und die besten Momente genossen hatten, was wohl auch der Grund dafür ist, dass Tells im Titel vorkommt, obwohl unser Spiel auch eine bestimmte – für diese Gruppe typische – Art narrativer Haltung hat. Diese Dinge wurden wie die Musik improvisiert, in kollektiver Absprache, beiläufig und doch wert, als Teil des gesamten kollektiven kreativen Prozesses wahrgenommen zu werden.“

## Titelliste

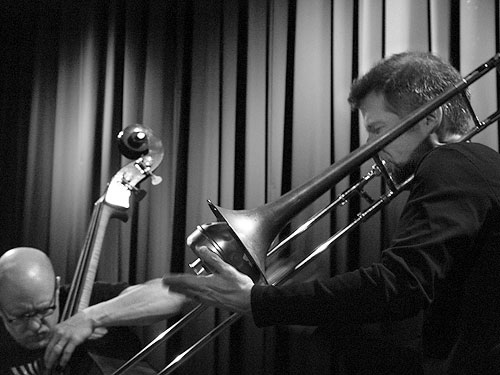
Jeb Bishop mit Kent Kessler (links) in Peter Brötzmann s Chicago Tentet (Aarhus, 2009)

- Joe Morris / Jeb Bishop / Nathan McBride: Tells or Terrier

1. Outcrop 15:55
2. Terrier 8:09
3. Schist 15:21
4. Full Boat 8:53
5. Gneiss 9:13
6. Zup 11:42

Die Kompositionen stammen von Joe Morris / Jeb Bishop / Nathan McBride.

## Rezeption
„Outcrop“ (deutsch zu Tage treten), der erste Titel von Tells or Terrier, beginnt mit der Suche nach pulsierenden Tönen aller drei Musiker, die schnell ihre Wege in ihren gemeinsamen Sound fänden, schrieb Brian Slattery (New Haven Independent). Bald würde die Musik an Geschwindigkeit gewinnen, während Morris und McBride sich auf eine schnellere Spielweise verständigten und Bishop die Flexibilität des Posaunentons nutzte, die ihn wie eine menschliche Stimme, wie Tierrufe, klingen lasse. Es gebe Strenge, aber auch tiefe Kameradschaft, einen gemeinsamen Sinn für Humor und Entschlossenheit, die dafür sorgten, dass die Musik zusammenhalte, so Slattery. Tells or Terrier sei eines der Alben der New-Haven-Jazzszene, die mit dem [darauf ausgedrückten] Spaß, seinem Mut und der Bereitschaft zur Erkundung ein Sinnbild für die Szene als Ganzes sind, die als The Elm City eine musikalische Tradition lebendig halte, die bereits mehrere Generationen zurückreiche.